# 中日新聞東海本社
中日新聞東海本社（ちゅうにちしんぶん とうかいほんしゃ）は、静岡県浜松市中央区に本社を置く日本の新聞社・中日新聞社の地域本社である。対象地域は静岡県のうち、富士川以東の県東部・伊豆地方を除く地域。

## 概要
1912年（明治45年）、中日新聞の前身紙のひとつである『新愛知』が浜松市で同紙の付録紙『駿遠日報』（すんえんにっぽう）を現地印刷・発行したのが始まりで、新愛知は1923年（大正12年）に静岡市で『駿河新聞』（するがしんぶん）の現地印刷を開始。1942年（昭和17年）の新聞統制（一県一紙令）で「駿遠」「駿河」は静岡県下の新聞数紙と合同して『静岡新聞』を創刊する。
1981年（昭和56年）4月28日、中日新聞の静岡県内での発行部数拡大のため、これまで愛知県名古屋市の本社（以下単に「本社」と表記する）で発行されていた静岡県版の発行を目的に、浜松支局を改組・昇格して「中日新聞東海本社」を設立し、静岡県向け紙面の発行を開始した。東海本社の社屋は1980年（昭和55年）9月1日に完成し、1981年3月16日付から浜松での現地印刷を開始し、4月28日付からは紙面の編集も東海本社によって行われている。中日新聞社全体でコンピュータによる写真植字システム（CTS）をいち早く導入したのも東海本社である。
一面題字の地紋は、稲穂に富士山、ピアノ、浜名湖、静岡茶の壷、オートバイ、四輪乗用車、みかんなど静岡県の名所・特産品が刻まれている。また、朝夕刊とも発行所表記の下に「しずおか」と表記されており、東海本社版は「中日新聞しずおか」とも呼称されている。
紙面においても本社版とは異なる独自記事や、「静岡特報」・「静岡経済」・「静岡スポーツ」など、地元密着の特集企画を掲載し、1面の天気予報欄も上から順に浜松・静岡・三島の天気を掲載しており、名古屋から始まる本社版と掲載順が異なっている。また、静岡新聞と同様「茶況」欄も設けている。
静岡県内では静岡新聞が県内全域で高いシェアを誇っているが、中日新聞は浜松市など遠州地方（特に浜松都市圏）で購読者が多い。愛知県と隣接している湖西市では静岡新聞より中日新聞の方が人気が高く、湖西市の飲食店等では中日新聞しか置いていない店舗も多い。一方で、静岡市を中心とした県中部では、各世帯単位での購読は少ないものの、ブロック紙の位置づけとして企業や役所での購読、図書館などでの配置はみられる。
日本ABC協会発表のデータによると、中日新聞遠州版・静岡新聞西部版発行エリア（同一地域）では、静岡新聞西部版の発行部数が約19.4万部に対して、中日新聞遠州版の発行部数は約13.6万部となっている。
月ぎめ購読料金（2024年現在）は、朝夕刊セットの場合4,400円だが、朝刊単独購読の場合は3,300円となっており、静岡新聞（2023年4月より朝刊単独紙に移行）と同額。静岡県以外で中日新聞の朝刊単独購読をする場合は月ぎめ3,400円となっており、他地域とは異なる購読料金設定となっている。
中日新聞のキャッチコピーは他地域では「新聞は中日」だが、静岡県内では「読みたい中日 読まれる中日」としている。静岡新聞は専売店を置かず、全国紙の販売店網に委託して販売されているが、中日新聞は静岡県内でも一部を除いて専売店を置いている。そのため、専売店が少ない県中部を中心に一部地域では夕刊が翌日の朝刊と同時配達となる場合がある。東海本社発行版は1面などの広告が本社発行版と共通となっているため、東海3県内に本社・本店を置く企業（スズケンや西濃運輸、井村屋グループといった全国的に事業を展開する企業のほか、名鉄百貨店、近藤産興、下呂温泉水明館など東海3県内を中心に事業を営む企業のものも載せられている）によるものやACジャパンの東海・北陸向け広告、在名マスコミの番組告知、名古屋市や愛知県内での催事の広告もそのまま掲載されるものがある。
2017年10月に、新聞を刷る大きな巻紙から生まれたとされるキャラクター「ロールちゃん」が登場したが、2019年10月に「ふーちゃん」に交代した。変更理由は「企業秘密」とされている。それ以降、ロールちゃんは都田工場見学ツアーの際に登場している。
2016年12月、新たな印刷工場が北区（現：浜名区）新都田（都田テクノポリス内）に完成し、東海本社版の朝夕刊と中日スポーツおよび本社発行の愛知県東三河地方向けの朝刊の印刷を開始した。新工場は2万7000平方メートルの敷地に、3階建ての工場棟などがあり、日本初となる自動版着脱装置を備えた輪転機や、廃液を出さない無処理刷版などの設備を導入し、災害時の際にも新聞印刷ができる免震構造で建設され、自家発電機や大型用紙倉庫などを備えている。また、中日新聞の工場では初となる見学者コースを設けている。
2024年4月1日より、朝刊最終版紙面が「中日新聞電子版」にて中日新聞（中日新聞しずおかを含む）・北陸中日新聞・日刊県民福井の宅配購読者向けサービスとして専用アプリにて提供されている。

### 東京新聞静岡版
伊豆地方（熱海市、伊東市、三島市など）ならびに駿河地方のうち県東部の全域（富士市、富士宮市、沼津市、御殿場市など）および同じく富士川以西の都市部（静岡市中心部など）では、中日新聞東京本社が発行する東京新聞の配布エリアとなっている（東京新聞ウェブサイトの「購読案内」では、配布地域を「静岡県中部/東部」としている）。中日新聞と重なるエリアでは、一部を除き東京新聞と併売されている。富士川以東の県東部のうち富士川流域の富士市・富士宮市などはかつて中日新聞のエリアでもあったが、2020年12月31日付を以て中日新聞の配送・販売を休止し、東京新聞のみの販売に移行した。ただし、東京新聞は朝刊のみの統合版となっている。また、県中部では専売店を通じた宅配が中心で、キヨスクやコンビニでの即売はほとんど行われていない。大井川以西の遠州では中日新聞のみの販売エリアである。
なお、東京新聞の静岡県版も東海本社が編集している。主として伊豆地方・県東部の話題・ニュースをメインとしたダイジェスト的なページとなる。また、東京キー局の連続ドラマなどの広告もまれに掲載している。

### 中日新聞系のスポーツ新聞
中日新聞系発行のスポーツ新聞については、以下の棲み分けがなされている。
- 遠州・県中部：中日スポーツのみ販売
  - 中日スポーツの静岡県内販売分は、番組表を静岡向けに差し替えた上で東海本社管轄の浜松都田工場にて印刷されている。
- 県東部・伊豆：なし
  - 県東部ではJR東海の沼津駅および三島駅の売店で2020年12月まで中日スポーツのみ販売していた。
  - 2025年1月まではJR東日本の熱海駅および伊東駅にて東京中日スポーツのみ駅の売店で販売していたが、同年1月末で東京中日スポーツの発行休止となり、同日付で駅の売店での販売を終了。
  - また、県東部・伊豆地方のコンビニでは両紙ともに2025年3月現在は一切販売されていない。

キヨスクやコンビニでの即売も上述の棲み分けとなっているが、一部取扱の異なる場所がある。

## 放送番組表

### テレビ
- 番組表は全域でNHK静岡放送局の総合・Eテレ（【愛知別】差し替え差し替え表記マークなし）、テレしず、静岡朝日テレビ、SBS静岡放送、Daiichi-TVを最終面フルサイズ、NHK BSを最終面ハーフサイズ掲載、NHK BSプレミアム4K、BS日テレ、BS朝日、BS-TBS、BSテレ東、BSフジ、WOWOWプライム・ライブ・シネマ、BS11、BS12トゥエルビ、NHK BS8K、BS松竹東急、BSJapanext → BS10を最終面クォーターサイズ掲載、BSよしもと、J SPORTS1・2・3・4を中面クォーターサイズで掲載している。
- 番組解説欄では、テレビ静岡は「テレしず」、静岡朝日テレビは「静岡朝日」、静岡放送は「SBS」、静岡第一テレビ（Daiichi-TV）は「静岡第一」と、それぞれ表記される。
- 中面には隣接エリアの地上波テレビ局番組表がハーフサイズで掲載されている。
  - 遠州版ではCBCテレビ、東海テレビ、テレビ愛知、メ～テレ、中京テレビの在名準キー5局の番組表が掲載されている。また、静岡版（県中部向け）では日本テレビ、TBSテレビ、フジテレビ、テレビ朝日、テレビ東京の在京キー5局の番組表が掲載されていたが、2017年1月の紙面刷新に伴い、静岡版（県中部向け）も遠州版と同じく在名局に切り替わったため、掲載を打ち切った。

### ラジオ
- 中面にNHK第1・第2、FM、SBSラジオ、K-MIX、CBCラジオ、TOKAI RADIO、FM AICHI、ZIP-FMおよびコミュニティ放送のFM Haro!（浜松エフエム放送）の各局を中サイズで、TBSラジオ、文化放送、ニッポン放送、RFラジオ日本、ラジオNIKKEIを小サイズで載せてある。ラジオ欄の局名表記（カット割り）の下部には他地域の中日新聞とは異なり、放送局の問い合わせ電話番号が記載されている。
  - SBSラジオ、K-MIX以外はradikoプレミアムでも聴くことができる。

### 東京新聞静岡版
- 2018年9月までは、静岡県域民放テレビ4局・民放ラジオ2局の番組表を県域面でハーフサイズ掲載していた。NHK静岡局の番組表はテレビ・ラジオともに非掲載だった（中面掲載の関東地方向け番組表で補完）。
- 2018年10月から、静岡県域民放テレビ4局は中面でフルサイズ掲載されるようになった。同時にNHKテレビも東京局の番組表から、静岡局の番組表となった。あわせて、東京新聞サンデー版の「週間テレビガイド」も、静岡県内向けに限り中日新聞東海本社版と同一内容になった。変更の理由は、県内CATV局で行われていた在京キー局（日本テレビ、TBSテレビ、フジテレビ、テレビ朝日）の区域外再放送完全終了である[5]。なお、ラジオ番組表はNHK・民放ともに従来どおりとなっている。

## 本社
- 静岡県浜松市中央区薬新町45番地 郵便番号435-8555

### 印刷工場
- 静岡県浜松市浜名区新都田一丁目3番4号

## 取材網
東海本社（浜松）、掛川支局、袋井通信部、菊川・御前崎通信部、湖西支局、細江通信部（浜松）、磐田通信局、浜北情報係（浜松）、天竜通信部（浜松）、静岡総局、沼津支局、島田通信局、藤枝通信部、牧之原通信部。

## 関連放送事業者
- テレビ静岡（SUT）
- 静岡朝日テレビ（SATV）
- 静岡エフエム放送（K-mix）
- 浜松エフエム放送（FM Haro!）